# Águila Roja
Águila Roja é uma série de televisão espanhola de aventura, produzido pela Globomedia para o canal La 1. Estreou no dia 19 de fevereiro de 2009 e transmitida até ao dia 27 de Outubro de 2016.
A série tem um orçamento de um milhão de euros. Em seus dois primeiros anos de exibição, foi considerado o seriado mais assistido na Espanha, essa razão deu ao programa, entusiasmo para lançar o filme.
Foi exibida em Portugal dobrada em português desde o dia 28 de Maio de 2016, na SIC, anteriormente era transmitida pela SIC Radical, legendado em português. Mais tarde, estreou na SIC K no dia 2 de outubro de 2017 com a dobragem portuguesa exibida na SIC.

## Sinopse
Protagonizada por David Janer, Inma Cuesta,  Javier Gutiérrez, Pepa Aniorte, entre muitos outros atores, a série de aventura e intriga trata assuntos como a amizade, o amor, a nobreza.
O protagonista, interpretado por David Janer, é um herói anónimo do século XVII, conhecido como Águila Roja, que ajuda os fracos e está determinado a descobrir a conspiração que está por trás do assassinato de sua jovem esposa.

## Elenco
| Personagem                                         | Intérprete           |
| -------------------------------------------------- | -------------------- |
| Gonzalo de Montalvo / Águila Roja                  | David Janer          |
| Saturno "Sátur" García                             | Javier Gutiérrez     |
| Margarita Hernando                                 | Inma Cuesta          |
| Lucrecia de Guzmán, Marquesa viuva de Santillana   | Miryam Gallego       |
| Cipriano "Cipri" Benítez                           | Santiago Molero      |
| Alonso de Montalvo Hernando                        | Guillermo Campra     |
| Nuño de Santillana y Guzmán, Marquês de Santillana | Patrick Criado       |
| Hernán Mejías Benavides / El comisario             | Francis Lorenzo      |
| Rei Felipe IV de Espanha                           | Xabier Elorriaga     |
| Rainha Maria Ana da Áustria                        | Eliana Sánchez       |
| Cardenal Francisco de Mendoza y Balboa             | José Ángel Egido     |
| Irene de Mendoza                                   | Elisa Mouliaá        |
| Marta                                              | Marta Calle          |
| Pedro, lugarteniente                               | Álex Navarro         |
| Sebastián Ventura "Malasangre"                     | Eusebio Poncela      |
| Olivia, duquesa de Fournier                        | Carmen Maura         |
| Soledad                                            | Neus Sanz            |
| Juan de Calatrava, duque de Velasco y Fonseca      | Roberto Álamo        |
| Eugenia de Molina                                  | Manuela Velasco      |
| Martín                                             | Roger Berruezo       |
| Mariana                                            | Mónica Cruz          |
| Sagrario de Castro                                 | Loles León           |
| Jacobo de Castro                                   | Carlos Areces        |
| Madre Isabel de Montejo                            | Lydia Bosch          |
| Estuarda                                           | Marta Aledo          |
| Murillo                                            | Borja Sicilia        |
| Gabriel "Gabi" García                              | Óscar Casas          |
| Manuel                                             | Nicolás Coronado     |
| Catalina del Valle †                               | Pepa Aniorte         |
| Cristina Hernando † / Micaela                      | Bárbara Lennie       |
| Floro Morales †                                    | Pepe Quero           |
| Inés †                                             | Erika Sanz           |
| Agustín †                                          | Adolfo Fernández     |
| Laura de Montigñac †                               | Julia Gutiérrez Caba |
| Víctor Navas †                                     | Alberto San Juan     |
| Capitán Patrick Walcott †                          | Peter Vives          |

## Capítulos e audiência
| Temporada | Capítulos | Espectadores | Ação  |
| --------- | --------- | ------------ | ----- |
| Primeira  | 13        | 4.637.000    | 25,5% |
| Segunda   | 13        | 5.606.000    | 28,4% |
| Terceira  | 13        | 5.642.000    | 29,4% |
| Quarta    | 12        | 5.986.000    | 29,6% |
| Quinta    | 18        | 4.469.000    | 23,4% |
| Sexta     | 13        | 3.983.000    | 21,0% |
| Sétima    | 8         | 2.462.000    | 13,2% |
| Oitava    | 12        | 2.320.000    | 12,5% |
| Nona      | 13        | 2.109.000    | 12,8% |

## Exibição internacional
| País           | Canal de TV              | Título                  |
| -------------- | ------------------------ | ----------------------- |
| Mundial        | TVE internacional        | Águila roja             |
| Portugal       | SIC Radical, SIC e SIC K | Águia Vermelha          |
| Bélgica        | La Trois                 | Aigle Rouge             |
| Bulgária       | bTV bTV Cinema           | Червения орел           |
| Bolívia        | TVE Televisión Española  | Águila Roja             |
| Cuba           | Tele Rebelde             | Águila Roja             |
| Estados Unidos | V-ME                     | Águila Roja             |
| França         | Virgin 17                | Aigle Rouge             |
| México         | TVC Networks             | Águila Roja             |
| Uruguai        | Saeta TV Canal 10        | Águila Roja             |
| Porto Rico     | PRTV                     | Águila Roja             |
| Argentina      | Metro-Goldwyn-Mayer      | Águila Roja             |
| Peru           | Viva TV                  | Águila Roja             |
| Polônia        | TVN 7                    | Czerwony Orzeł          |
| Chile          | La Red                   | Águila Roja             |
| Sérvia         | Happy TV                 | Црвени орао/Crveni orao |

## Prêmios e indicações

### 2009(9 & 3)
| Prêmios                                               | Resultado |
| Festival de Televisión y Cine Histórico de León       |           |
| Melhor ator revelação: Guillermo Campra'              | Ganhou    |
| Festival de cine y televisión de Islantilla           |           |
| Melhor Série de Televisão                             | Ganhou    |
| Festival de Televisión y Radio de Vitoria             |           |
| Prêmio Pasión de Críticos para melhor série drámatica | Ganhou    |
| Premio TP de Oro                                      |           |
| Prêmio Melhor Série Nacional                          | Ganhou    |
| Prêmios Unión de Actores                              |           |
| Melhor atriz secundária de TV: Inma Cuesta            | Indicada  |
| Prêmios ATV                                           |           |
| Melhor Programa de Ficção                             | Ganhou    |
| Melhor Produção                                       | Ganhou    |
| Melhor Maquiagem e Caracterização                     | Ganhou    |
| Melhor direção de Arte e Cenografia                   | Ganhou    |
| Melhor Direção de Fotografia e Iluminação             | Ganhou    |
| Melhor Música para Televisão                          | Indicada  |
| Prêmios CineyMás                                      |           |
| Melhor Série Espanhola                                | Indicada  |

### 2010(10 & 10)
| Prêmios                                                     | Resultado |
| Festival Internacional de Televisão e Cinema de Nova Iorque |           |
| Medalha de Prata para melhor Série de Aventura e Ação       | Ganhou    |
| Festival Rose d'Or                                          |           |
| Melhor Conteúdo Multiplataforma                             | Ganhou    |
| Prêmio Ondas                                                |           |
| Melhor Série Nacional                                       | Ganhou    |
| Prêmios Protagonistas                                       |           |
| Televisão: David Janer                                      | Ganhou    |
| Fotogramas de Plata                                         |           |
| Melhor Ator: David Janer                                    | Indicado  |
| Melhor Atriz: Miryam Gallego                                | Indicada  |
| Prêmios ALMA (do sindicato de roteiristas)                  |           |
| Melhor roteiro de Série de TV                               | Indicada  |
| Prêmios Unión de Actores                                    |           |
| Melhor Ator Secundário: Francis Lorenzo                     | Indicado  |
| Prêmio TP de Oro                                            |           |
| Prêmio Melhor Série Nacional                                | Ganhou    |
| Prêmio Melhor Ator: David Janer                             | Indicado  |
| Prêmios CINE&TELE                                           |           |
| Programa de televisão com maior audiência na Espanha        | Ganhou    |
| Prêmios ATV                                                 |           |
| Melhor Programa de Ficção                                   | Indicado  |
| Melhor Atriz de Seriado: Inma Cuesta                        | Indicada  |
| Melhor Realização                                           | Indicada  |
| Melhor Maquiagem e Caracterização                           | Indicada  |
| Melhor Direção de Arte e Cenografia                         | Ganhou    |
| Melhor Direção de Fotografia e Iluminação                   | Ganhou    |
| Melhor Música para Televisão                                | Indicada  |
| Prêmios CineyMás                                            |           |
| Melhor Série Espanhola                                      | Ganhou    |
| Melhor Ator Espanhol: David Janer                           | Ganhou    |

### 2011(12 & 4)
| Prêmios                                                                        | Resultado |
| Prêmios ACE (da Associação de Críticos de Entretenimento de Nova Iorque)       |           |
| Melhor Caracterização: Francis Lorenzo                                         | Ganhou    |
| Personalidade do Ano na Televisão: Miryam Gallego                              | Ganhou    |
| Fotogramas de Plata                                                            |           |
| Melhor Ator: David Janer                                                       | Indicado  |
| Melhor Atriz: Inma Cuesta                                                      | Ganhou    |
| Prêmio Kapital                                                                 |           |
| Melhor Série de Ficção                                                         | Ganhou    |
| Prêmios Pétalo de Rosa de Cosmopolitan                                         |           |
| Melhor Atriz: Inma Cuesta                                                      | Ganhou    |
| Prêmios CineyMás                                                               |           |
| Melhor Série Espanhola                                                         | Ganhou    |
| Melhor Ator Espanhol: David Janer                                              | Ganhou    |
| Melhor Atriz Espanhola: Miryam Gallego                                         | Ganhou    |
| Prêmios Pizquita Series                                                        |           |
| Melhor Série Espanhola de Drama                                                | Indicada  |
| Melhor Elenco em uma Série Espanhol                                            | Indicados |
| Melhor Interpretação Feminina em uma Série Dramática Espanhola: Miryam Gallego | Ganhou    |
| Melhor Trilha Sonora em uma Série Espanhola                                    | Ganhou    |
| Melhor Casal em Ficção de uma Série Nacional: Miryam Gallego e Francis Lorenzo | Indicados |
| Prêmio TP de Oro                                                               |           |
| Prêmio de Melhor Série Nacional                                                | Ganhou    |
| Prêmio Melhor Ator: David Janer                                                | Ganhou    |
| Prêmios Unión de Actores                                                       |           |
| Melhor Ator Protagonista de TV: Javier Gutiérrez                               | Indicado  |